# Andrzej Aleksander Radzimiński
Andrzej Aleksander Radzimiński herbu Lis (zm. przed 12 lutego 1657 roku) – podkomorzy żmudzki w 1644 roku, ciwun szawdowski w 1643 roku, podsędek żmudzki w latach 1643-1644, stolnik żmudzki w latach 1625–1643, dworzanin Jego Królewskiej Mości.
W 1648 roku podpisał elekcję Jana II Kazimierza Wazy z Księstwa Żmudzkiego.